# Рага, Мануэль
Мануэль (Маноло) Рага Наварро (исп. Manuel "Manolo" Raga Navarro; род. 15 марта 1944, Альдама, Тамаулипас) — мексиканский баскетболист и тренер, атакующий защитник, лучший баскетболист Мексики XX века. Рага, известный как «Летучий мексиканец» и «Феномен», был трёхкратным чемпионом Италии, трёхкратным обладателем Кубка европейских чемпионов и двукратным обладателем Межконтинентального кубка с клубом «Иньис Варезе», а затем трёхкратным чемпионом Швейцарии с «Федераль Лугано». Со сборной Мексики вице-чемпион Панамериканских игр 1967 года и участник трёх Олимпийских игр. Первый баскетболист-неамериканец, выбранный в драфте НБА (общий 167-й номер, 1970 год). Включён в список 50 человек, внёсших наибольший вклад в развитие Евролиги (2008) и в Зал славы ФИБА (2016).

## Биография
В 1960 году, в возрасте 16 лет, Мануэль Рага стал чемпионом второй баскетбольной лиги Тамаулипаса. В следующем сезоне он выступал с командой Тамаулипаса в высшем дивизионе чемпионата Мексики, став лучшим новичком года и лучшим бомбардиром.
Впервые в крупном международном турнире в составе сборной Мексики Рага выступил в 19 лет; это произошло на чемпионате мира 1963 года в Рио-де-Жанейро. В среднем на этом турнире он набирал 12,3 очка за игру, в том числе 24 против Канады и 20 против Уругвая. Четыре года спустя, на чемпионате мира в Уругвае, он набирал уже по 15,6 очка за игру, в том числе 31 очко против итальянцев. В том же году Рага с мексиканской сборной стал вице-чемпионом Панамериканских игр в Виннипеге.
В 1968 году, на олимпийском турнире, проходившем у него на родине, Рага вместе с Артуро Герреро вывел мексиканскую сборную на пятое место (набрав 33 очка в групповой встрече с кубинцами, 30 против болгар и 18 в победном матче за пятое место против Польши). Рага, невысокий для баскетболиста, обладал очень высоким прыжком (приблизительно 1,1 метра в высоту с места), и рассказывали, что он способен в прыжке дотронуться до баскетбольного кольца локтем. На мексиканского баскетболиста обратил внимание спортивный директор итальянского клуба «Иньис Варезе» Джанкарло Гуалько, в это время кардинальным образом обновлявший состав, и пригласил его в Европу.
В Италии на первых порах к Раге приклеилось прозвище «Индеец», но вскоре его сменили намного более уважительные — «Летучий мексиканец» и «Феномен»; репортёр Gazzetta dello Sport Энрико Кампана дал ему также прозвище «Вертолётчик» (англ. Helicopter Man) за способность пролетать над соперниками. Уже в первый свой сезон с «Варезе», в 1969 году, он завоевал звание чемпиона и обладателя Кубка Италии. В 22 играх лиги он набирал в среднем по 19 очков — восьмой показатель среди всех игроков, а по подборам имел третий результат в команде после Отторино Флабореа и Дино Менегина. После этого команда получила право на участие в Кубке европейских чемпионов 1969/1970 и в его финале победила предыдущих обладателей — ЦСКА — с разницей в пять очков (при общем счёте 79-74 на счету Раги было 19 очков, а у Менегина — 20). Этот финал Кубка чемпионов стал для «Варезе» первым из десяти подряд. Вслед за этим Рага завоевал с итальянским клубом Межконтинентальный кубок.
Игра Раги оказалась настолько впечатляющей, что на драфте 1970 года он стал первым в истории неамериканцем, выбранным командой НБА. Это произошло в десятом раунде драфта, когда его выбрал клуб «Атланта Хокс» под общим 167-м номером; в следующем круге был выбран второй неамериканец, которым стал Менегин. Однако в итоге американская команда оказалась не готова заплатить «Варезе» за Рагу 35 тысяч долларов, а с Менегином итальянский клуб не расстался бы ни за какую сумму.
Приехав в Сараево на финальный матч 1970 года, Рага познакомился там с баскетболисткой местного баскетбольного клуба «Железничар» Эсмой Смаис. Они поженились вскоре после этого; в этом браке родились двое детей — Фидель и Мануэль-младший, тоже ставший профессиональным баскетболистом. В следующие два сезона Рага становился соответственно вторым и четвёртым бомбардиром итальянской лиги (с 25,6 и 22,7 очка в среднем за игру). В Кубке чемпионов он с «Варезе» проиграл ЦСКА финал 1971 года, но год спустя вернул этот титул, набрав 20 очков в финальном матче против «Югопластики» (окончательный счёт 70-69). В 1970 и 1971 годах он ещё по два раза выигрывал чемпионат и Кубок Италии, а в 1973 году вторично стал обладателем Межконтинентального кубка.
В 1972 году главный тренер «Варезе» Александар Николич подписал контракт с новым легионером — американцем Бобом Морсом. Это означало, что Рага не сможет играть во внутреннем итальянском первенстве, сосредоточившись только на международных кубковых играх. В Европе они с Морсом сработались, в победном финале Кубка чемпионов 1973 года забросив в кольцо ЦСКА 45 очков из 71, в общей сложности набранного их клубом. Рага лично набрал 25 очков; через год в финале против «Реала» его вклад был скромней — 17 очков, и несмотря на то, что Морс и Менегин на двоих набрали 47 очков, более сбалансированный испанский клуб сумел одержать победу.
Летом 1974 года Рага занял второе место в списке лучших бомбардиров чемпионата мира в Пуэрто-Рико, где за игру набирал в среднем по 25,8 очка (в том числе 38 против Филиппин и по 29 против СССР и Аргентины). После этого он перешёл из «Варезе» в швейцарский клуб «Федераль Лугано», и дальнейшие успехи «Варезе» достигались уже без него. В составе «Лугано» мексиканский баскетболист провёл четыре сезона, за это время трижды выиграв чемпионат Швейцарии и один раз, в 1975 году — Кубок Швейцарии (в дальнейшем в этом же клубе играл и Мануэль-младший, участвовавший с ним в розыгрыше Евролиги в сезоне 2000/2001). Последним крупным турниром в составе сборной Мексики для Раги стали Олимпийские игры 1976 года.
В 1991 году Рага был помощником главного тренера сборной Мексики, когда эта команда стала призёром Панамериканских игр в Гаване. В дальнейшем он работал в спортивном департаменте Тамаулипаса.

## Командные титулы
- Чемпион Италии (3): 1969, 1970, 1971[6]
- Обладатель Кубка Италии (3): 1969, 1970, 1971[6]
- Обладатель Кубка европейских чемпионов (3): 1970, 1972, 1973[6]
- Обладатель Межконтинентального кубка (2): 1970, 1973[6]
- Чемпион Швейцарии (3): 1975, 1976, 1977[6]
- Обладатель Кубка Швейцарии (1): 1975[6]

## Признание заслуг
В 2010 году имя Мануэля Раги было включено в список 50 человек, внёсших наибольший вклад в развитие Евролиги. Прибыв на празднование 50-летия Евролиги (в его время называвшейся Кубком чемпионов), он удостоился церемонии присвоения звания почётного гражданина Варезе. 
В 2016 году имя Раги было включено в списки Зала славы ФИБА. Он также признан лучшим баскетболистом Мексики XX века. 